# KaPe Schmidt
KaPe Schmidt (* 18. August 1966 in Köln; auch K. P. Schmidt, vollständig Klaus Peter Schmidt) ist ein deutscher Fotograf und Kameramann.

## Leben
Schmidt besuchte von 1983 bis 1985 die Schule für Gestaltung in Köln und absolvierte von 1987 bis 1990 eine klassische photographische Ausbildung. Er begann seine photographische Karriere 1991 als People- und Werbephotograph und spezialisierte sich seit Anfang 2000 im Bereich „digital compositing photographie“. Mit seinen künstlerischen Photoarbeiten nahm Schmidt an verschiedenen Einzel- und Gruppenausstellungen teil.
Ab 2001 wird Schmidt durch die Galerie Skala in Köln vertreten. Neben der Fotografie arbeitet Schmidt als freier Kameramann. Seit Mitte der 90er Jahre führt er die Kamera bei zahlreichen Filmen der Kölner Gruppe, u. a. für die Regisseure Marcel Belledin, Götz Großhans, Markus Mischkowski und Kai Maria Steinkühler. Der von ihm fotografierte Kinospielfilm Westend hatte seine Welturaufführung am 24. Oktober 2001 bei den 35. Internationalen Hofer Filmtagen und seine Internationale Premiere am 27. Januar 2002 beim 31. International Filmfestival Rotterdam (IFFR).  Er kam im Oktober 2003 in die deutschen Kinos und erschien im März 2006 auf DVD in der Edition Filmmuseum.
2004 schrieb Schmidt das Fachbuch Grundlagen der Filmmaterialbelichtung, das im Mediabook-Verlag veröffentlicht wurde. Im selben Jahr erhielt er eine Nominierung für den Deutschen Kamerapreis für den Kurzfilm V - Five (Regie: Don Schubert) und wurde in die Deutsche Gesellschaft für Photographie (DGPh) berufen. Schmidt arbeitet seit 2000 für verschiedene Weiterbildungsinstitutionen als Dozent in den Bereichen Kameraführung, Filmmaterialbelichtung, Ästhetik der Bildsprache. 2014 führte er die Kamera beim Kinospielfilm Weiße Ritter, der seine Premiere am 22. Oktober 2015 bei den 49. Hofer Filmtagen hatte, am 13. Oktober 2016 in die Kinos kam (Verleih: OLYMP Film / cineleusis) und am 22. Oktober 2018 auf DVD erschien (Anbieter: strzeleckiBooks).
Schmidt lebt und arbeitet in seiner Heimatstadt Köln.

## Filmografie (Auswahl)
- 1996: Westend, Kurzfilm
- 1996: Prime Time
- 1998: Credit Card
- 1998: Was Tun
- 1999: Hau rein ist Tango
- 2001: Westend
- 2003: Wolga
- 2003: V - Five, Kurzfilm
- 2007: Zwei Goldfische
- 2007: Waldmeister
- 2010: Wellenreiter
- 2010: Warteschleifen
- 2012: Wolkenheime
- 2014: Wettbewerber
- 2015: Weiße Ritter
- 2016: Der Wechsel
- 2018: Rudi Assauer. Macher. Mensch. Legende. (Second-Unit-Kamera)

## Ausstellungen (Auswahl)
- 1994: Menschlichkeit im Krankenhaus, Universitätsklinik Köln
- 1996: meet the professionals, Photokina Köln
- 2001: ART party - Form_up, Art Cologne
- 2001: Fleischversorgung - Form_up, Alexa Jansen Galerie Köln
- 2002: Abformung - Form_up, Internationale Photozene Köln, Galerie Skala Köln
- 2002: Körperbodies - Form_up, Galerie Skala Köln
- 2003: Passion and Desire -  Form_up, Galerie Skala Köln
- 2004: V - the greatest vampire movie never made..., Sander Köln
- 2005: Highlights 2 - Form_up, Galerie Skala Köln
- 2006: Märchenstunde, Galerie Skala Köln
- 2006: Bilder der Forschung, Focus/VFA Köln
- 2007: Wir sind Stüsser, Brauhaus Stüsser Köln
- 2008: V - the greatest vampire movie never made..., Internationale Photoszene Köln, Galerie Skala Köln
- 2010: Form_up vs. diekunstbar, diekunstbar Köln
- 2012: End.spannung, Gebäude 36 Köln
- 2013: End.spannung, diekunstbar Köln
- 2014: Würfelstadt, Galerie Skala Köln
- 2016: End.spannung, AHK - Hürth
- 2016: Dreiklang, AHK - Hürth
- 2018: Exuvia, 30. KunstTage Rhein-Erft
- 2019: Edwardin, Chargesheimer Köln
- 2023: Lex by KaPe, SwissPhotoClub – Galerie Seippel Köln
- 2023: Lex by KaPe, 35. KunstTage Rhein-Erft

## Nominierungen und Auszeichnungen
- 2004: Nominierung für V-Five, Deutscher Kamerapreis
- 2005: Focus, Bilder der Wissenschaft
- 2011: Pr, Bild des Jahres (Sieger in der Kategorie Produkt)[5][6]